# Товарное хозяйство
Товарное хозяйство — форма экономической организации, когда товары производятся отдельными обособленными производителями и большинство произведённых предметов проходят хотя бы одну процедуру обмена.
Товарное производство возникает ещё в первобытной общине. С увеличением объёмов производства возникает специализация — разделение труда. Отдельный производитель уже не производит самостоятельно всё необходимое. Часть произведенного обменивается на продукты чужого труда. Постепенно обмен становится необходимой частью повседневной жизни.

## Основные черты товарного хозяйства
- Продукция производится с целью продажи
- Общественное разделение труда и специализация на выпуске какого-либо товара
- Товарно-денежные отношения носят всеобщий характер
- Связь между производством и потреблением опосредована рынком

## Простое товарное хозяйство
Основной объём производства имеет натуральный характер, когда произведенное потребляется самими производителями без обмена. Основная цель обмена — получение дополнительных предметов для непосредственного удовлетворения собственных потребностей.
Базируется на общественной (общинной) или частной собственности на средства производства. Применяется либо собственный труд (ремесленник, земледелец), либо подневольный (раб, крепостной). Производство с использованием наёмного труда не является доминирующим.

## Капиталистическое развитое товарное хозяйство
Основной объём производства носит товарный характер, изначально предназначен для обмена. Основная цель обмена — получение прибыли.
Базируется на частной собственности на средства производства. Применяется в основном наёмный труд. Рабочая сила становится товаром.

## Преимущества развитого товарного хозяйства
- товарное производство ориентировано на рост производительности труда, на НТР
- появляется возможность потребления широкого спектра товаров
- конкуренция заставляет производителей учитывать интересы потребителей